# Бадолин
Бадолин е обезлюдено село, разположено на територията на община Сатовча, област Благоевград.

## История
Етимологията на името на селото предполага, че жителите му са от армънски произход. Селото е съществувало до Балканската война. След попадането на региона под българска власт жителите му – юруци, го напускат. От документ от 1920 година става ясно, че землището му е прибавено към бившата Кочанска община.